# Nordjyllands Storkreds
Nordjyllands Storkreds er en valgkreds i Landsdel Midtjylland-Nordjylland.
 
Storkredsen er oprettet i 2007. Den består af den tidligere Nordjyllands Amtskreds. Desuden indgår større dele af den tidligere Viborg Amtskreds og en lille del af den tidligere Århus Amtskreds i storkredsen

## Opstillingskredse
Storkredsen er inddelt i følgende 9 opstillingskredse:
1. Frederikshavnkredsen.
2. Hjørringkredsen.
3. Brønderslevkredsen.
4. Thistedkredsen.
5. Himmerlandkredsen.
6. Mariagerfjordkredsen.
7. Aalborg Østkredsen.
8. Aalborg Vestkredsen.
9. Aalborg Nordkredsen.

## Valgresultater
| Parti                                       | Stemmer | %    | +/-   | Mandater | +/- | Valgte |
| ------------------------------------------- | ------- | ---- | ----- | -------- | --- | --- |
| Socialdemokratiet                           | 125.802 | 34,0 | +0,1  | 7        | -   | Mette Frederiksen, Simon Kollerup, Bjarne Laustsen, Flemming Møller Mortensen, Ane Halsboe-Jørgensen, Per Husted, Rasmus Prehn |
| Danmarksdemokraterne - Inger Støjberg       | 56.156  | 15,2 | ny    | 3        | ny  | Inger Støjberg, Lise Bech, Kristian Bøgsted                                                                                    |
| Venstre, Danmarks Liberale Parti            | 51.681  | 14,0 | -12,8 | 3        | -2  | Preben Bang Henriksen, Marie Bjerre, Torsten Schack Pedersen                                                                   |
| Liberal Alliance                            | 26.173  | 7,1  | +5,2  | 1        | +1  | Sólbjørg Jakobsen |
| Moderaterne                                 | 23.295  | 6,3  | ny    | 1        | ny  | Kristian Klarskov |
| SF - Socialistisk Folkeparti                | 20.944  | 5,7  | +0,3  | 1        | -   | Theresa Berg Andersen |
| Det Konservative Folkeparti                 | 16.290  | 4,4  | -0,5  | 1        | -   | Per Larsen |
| Nye Borgerlige                              | 12.801  | 3,5  | +1,5  | 1        | +1  | Kim Edberg Andersen |
| Enhedslisten - De Rød-Grønne                | 10.958  | 3,0  | -1,3  | 1        | -   | Peder Hvelplund |
| Radikale Venstre                            | 8.905   | 2,4  | -2,7  | 1        | -   | Christian Friis Bach |
| Dansk Folkeparti                            | 7.117   | 1,9  | -7,6  | 0        | -2  | |
| Alternativet                                | 6.844   | 1,9  | -0,1  | 1        | -   | Theresa Scavenius |
| Kristendemokraterne                         | 1.643   | 0,4  | -1,2  | 0        | -   | |
| Frie Grønne, Danmarks Nye Venstrefløjsparti | 981     | 0,3  | ny    | 0        | ny  | |
| Uden for partierne                          | 354     | 0,1  |       |          |     | |
| I alt                                       | 369.944 |      |       | 21       | +2  | |

| Parti                            | Stemmer | Pct. | +/-   | Mandater | +/- | Valgte |
| -------------------------------- | ------- | ---- | ----- | -------- | --- | --- |
| Socialdemokratiet                | 124.071 | 33,9 | +3,9  | 7        | +1  | Mette Frederiksen, Bjarne Laustsen, Simon Kollerup, Flemming Møller Mortensen, Orla Hav, Rasmus Prehn, Ane Halsboe-Jørgensen |
| Venstre, Danmarks Liberale Parti | 98.372  | 26,8 | +3,6  | 5        | +1  | Preben Bang Henriksen, Karsten Lauritzen, Marie Bjerre, Torsten Schack Pedersen, Anne Honoré Østergaard                      |
| Dansk Folkeparti                 | 34.734  | 9,5  | -12,4 | 2        | -2  | Bent Bøgsted, Lise Bech |
| SF - Socialistisk Folkeparti     | 19.705  | 5,4  | +2,1  | 1        | -   | Lisbeth Bech Poulsen |
| Radikale Venstre                 | 18.605  | 5,1  | +2,0  | 1        | -   | Marianne Jelved |
| Det Konservative Folkeparti      | 18.099  | 4,9  | +2,2  | 1        | +1  | Per Larsen |
| Enhedslisten - De Rød-Grønne     | 15.921  | 4,3  | -1,8  | 1        | -   | Peder Hvelplund |
| Nye Borgerlige                   | 7.442   | 2,0  | ny    | 0        | ny  | |
| Alternativet                     | 7.268   | 2,0  | -0,8  | 1        | -   | Susanne Zimmer |
| Liberal Alliance                 | 7.041   | 1,9  | -4,0  | 0        | -1  | |
| Stram Kurs                       | 6.343   | 1,7  | ny    | 0        | ny  | |
| Kristendemokraterne              | 5.731   | 1,6  | +0,7  | 0        | -   | |
| Klaus Riskær Pedersen            | 3.064   | 0,8  | ny    | 0        | ny  | |
| I alt                            | 366.396 |      |       | 19       | -   | |

| Parti                            | Stemmer | Pct. | +/-  | Mandater | +/- | Valgte |
| -------------------------------- | ------- | ---- | ---- | -------- | --- | --- |
| Socialdemokratiet                | 110.963 | 30,0 | -0,3 | 6        | -   | Bjarne Laustsen, Orla Hav, Simon Kollerup, Ane Halsboe-Jørgensen, Flemming Møller Mortensen, Rasmus Prehn |
| Venstre, Danmarks Liberale Parti | 85.924  | 23,2 | -4,2 | 4        | -1  | Søren Gade, Preben Bang Henriksen, Karsten Lauritzen, Torsten Schack Pedersen                             |
| Dansk Folkeparti                 | 81.160  | 21,9 | +9,8 | 4        | +2  | Bent Bøgsted, Morten Marinus, Lise Bech, Ib Poulsen                                                       |
| Enhedslisten - De Rød-Grønne     | 22.559  | 6,1  | +1,7 | 1        | -   | Stine Brix                                                                                                |
| Liberal Alliance                 | 21.807  | 5,9  | +1,9 | 1        | -   | Christina Egelund                                                                                         |
| SF - Socialistisk Folkeparti     | 12.108  | 3,3  | -5,4 | 1        | -1  | Lisbeth Bech Poulsen                                                                                      |
| Radikale Venstre                 | 11.339  | 3,1  | -3,8 | 1        | -   | Marianne Jelved                                                                                           |
| Alternativet                     | 10.335  | 2,8  | ny   | 1        | ny  | Torsten Gejl                                                                                              |
| Det Konservative Folkeparti      | 10.153  | 2,7  | -2,4 | 0        | -1  | |
| Kristendemokraterne              | 3.330   | 0,9  | +0,1 | 0        | -   | |
| Udenfor partierne                | 96      | 0,0  | -0,0 | 0        | -   | |
| I alt                            | 369.774 |      |      | 19       | -   | |

| Parti                            | Stemmer | Pct. | +/-  | Mandater | +/- | Valgte                                                                                                 |
| -------------------------------- | ------- | ---- | ---- | -------- | --- | --- |
| Socialdemokratiet                | 113.739 | 30,3 | +1,0 | 6        | -   | Orla Hav, Bjarne Laustsen, Simon Kollerup, Flemming Møller Mortensen, Rasmus Prehn, Ane Halsboe-Larsen |
| Venstre, Danmarks Liberale Parti | 102.686 | 27,4 | +1,9 | 5        | -   | Karsten Lauritzen, Tina Nedergaard, Torsten Schack Pedersen, Preben Bang Henriksen, Birgitte Josefsen  |
| Dansk Folkeparti                 | 45.277  | 12,1 | -1,5 | 2        | -1  | Bent Bøgsted, Morten Marinus Jørgensen                                                                 |
| SF - Socialistisk Folkeparti     | 32.690  | 8,7  | -1,6 | 2        | -   | Pernille Vigsø Bagge, Lisbeth Bech Poulsen                                                             |
| Radikale Venstre                 | 25.716  | 6,9  | +3,0 | 1        | -   | Marianne Jelved                                                                                        |
| Det Konservative Folkeparti      | 20.171  | 5,4  | -8,0 | 1        | -2  | Lene Espersen                                                                                          |
| Enhedslisten - De Rød-Grønne     | 16.639  | 4,4  | +3,3 | 1        | +1  | Stine Maiken Brix                                                                                      |
| Liberal Alliance                 | 15.202  | 4,0  | +2,2 | 1        | +1  | Thyra Frank                                                                                            |
| Kristendemokraterne              | 3.127   | 0,8  | -0,3 | 0        | -   | |
| Udenfor partierne                | 132     | 0,0  | +0,0 | 0        | -   | |
| I alt                            | 375.379 |      |      | 19       | -1  | |

| Parti                            | Stemmer | Pct. | Mandater | Valgte                                                                                                |
| -------------------------------- | ------- | ---- | -------- | --- |
| Socialdemokratiet                | 108.236 | 29,3 | 6        | Orla Hav, Bjarne Laustsen, Ole Vagn Christensen, Rasmus Prehn, Lene Hansen, Flemming Møller Mortensen |
| Venstre, Danmarks Liberale Parti | 94.030  | 25,5 | 5        | Tina Nedergaard, Birgitte Josefsen, Torsten Schack Pedersen, Karsten Lauritzen, Per Bisgaard          |
| Dansk Folkeparti                 | 50.253  | 13,6 | 3        | Bent Bøgsted, Anita Knakkergaard, Ib Poulsen                                                          |
| Det Konservative Folkeparti      | 49.483  | 13,4 | 3        | Lene Espersen, Jakob Axel Nielsen, Knud Kristensen                                                    |
| SF - Socialistisk Folkeparti     | 37.977  | 10,3 | 2        | Pernille Vigsø Bagge, Karl Bornhøft                                                                   |
| Radikale Venstre                 | 14.406  | 3,9  | 1        | Marianne Jelved                                                                                       |
| Ny Alliance                      | 6.582   | 1,8  | 0        | |
| Enhedslisten - De Rød-Grønne     | 4.082   | 1,1  | 0        | |
| Kristendemokraterne              | 3.845   | 1,1  | 0        | |
| Udenfor partierne                | 99      | 0,0  | 0        | |
| I alt                            | 368.993 |      | 20       | |